# Urgnano
Urgnano är en ort och kommun i provinsen Bergamo i regionen Lombardiet i Italien. Kommunen hade 9 984 invånare (2018).